# Willem Ooms
Willem Ooms (13 de janeiro de 1897 — 24 de maio de 1972) foi um ciclista holandês. Participou nos Jogos Olímpicos de 1920 em Antuérpia, competindo na prova de 50 km, embora ele não terminou.